# 丁特島
69°17′S 71°49′W / 69.283°S 71.817°W
丁特島（英語：Dint Island）是南極洲的島嶼，位於亞歷山大一世島以西4公里的拉扎列夫灣海域，長3公里，該島嶼在1939至1941年間被美國探險隊發現，島上無人居住。